# Édouard-Alfred Martel
Pour les articles homonymes, voir Martel.
Édouard-Alfred Martel, né le 1er juillet 1859 à Pontoise et mort le 3 juin 1938 à Saint-Thomas-La-Garde, est considéré comme le fondateur de la spéléologie moderne.

## Biographie
Édouard-Alfred Martel est né à Pontoise, en Seine-et-Oise le 1er juillet 1859. Enfant d’une famille de juristes, il fait ses études au lycée Condorcet à Paris. Très tôt, il devient passionné de géographie et de sciences naturelles et il remporte en 1877 le premier prix de géographie au concours général. Il est grand lecteur de l’œuvre de Jules Verne.
En 1866, en vacances avec ses parents, il visite les grottes de Gargas dans les Pyrénées. D'autres voyages lui permettent de parcourir l’Allemagne, l’Autriche et l’Italie. En 1879, il visite la grotte d'Adelsberg (grotte de Postojna dans l'actuelle Slovénie), vaste ensemble de cavernes.
En 1886, après avoir terminé son service militaire, il obtient une licence de droit et il devient avocat agréé près le tribunal de commerce de la Seine.
Martel consacre ses loisirs et vacances à voyager à travers la France. Pendant ses déplacements, il effectue des travaux de cartographie. Dès 1883, il s’intéresse aux plateaux déserts des Causses, façonnés par les gorges du Tarn, de la Jonte, de la Dourbie et du Lot.

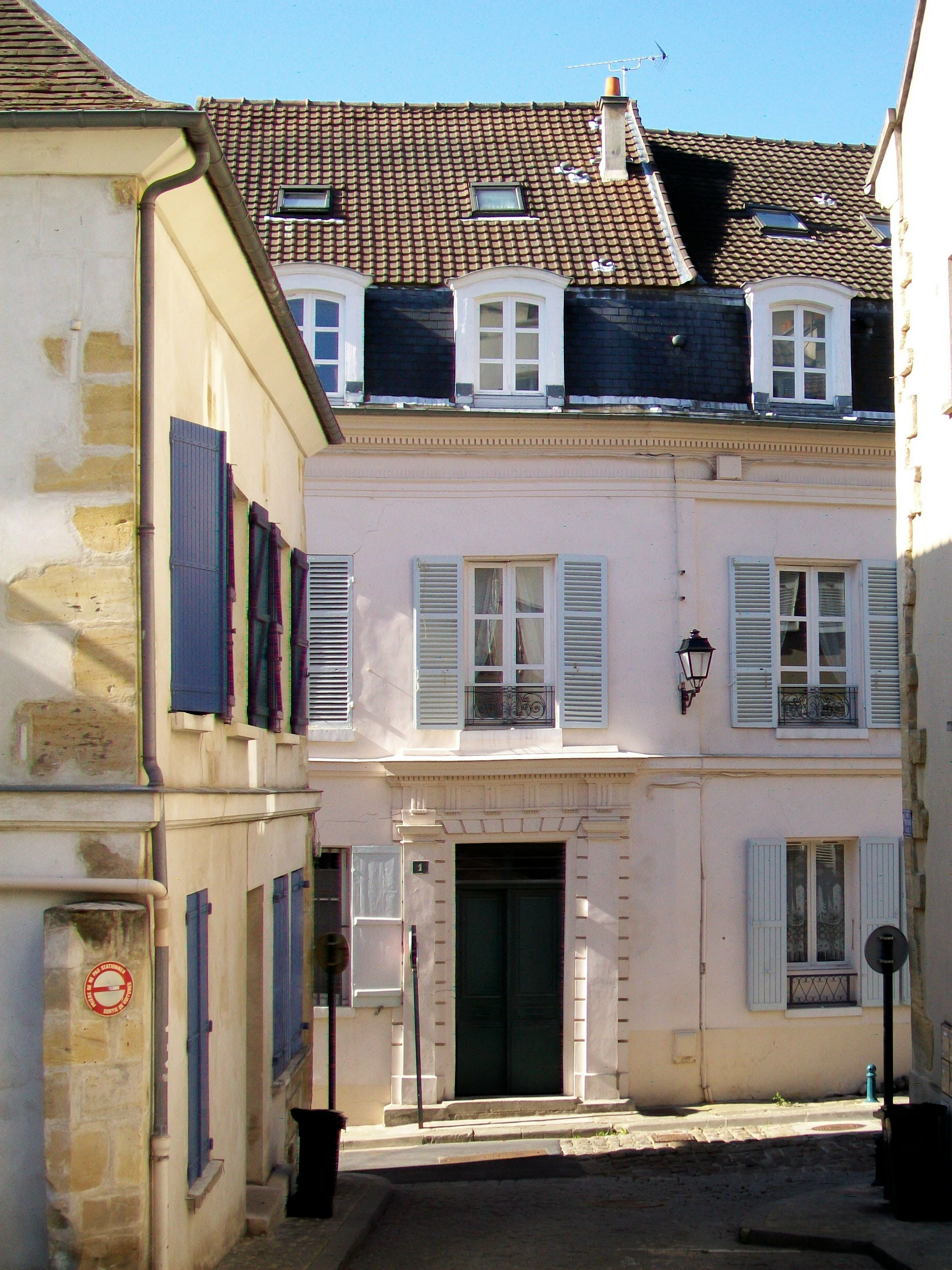
La maison natale d'Édouard-Alfred Martel, 1 rue de la Forêt Hardelot, au centre ancien de Pontoise.

En juin 1888, il commence sa carrière de spéléologue à Bramabiau (Gard). Il s’engage ainsi avec quelques compagnons dans une cavité rocheuse où s'engouffre un ruisseau connu sous le nom de Bonheur et reparaissant plus loin à l'abîme de Bramabiau. Cette expédition reconnaît deux kilomètres de galeries. Ce même mois de juin, il explore avec la même équipe la grotte de Dargilan en bordure des gorges de la Jonte (Lozère) sur un kilomètre et demi. La spéléologie est née.
En 1889, il publie un recueil d’observations, qu’il intitule Les Cévennes et dans lequel il décrit cette région et ses beautés. Il visite également le puits de Padirac près de Rocamadour, un abîme vaste et profond qui s'ouvre sur le causse de Gramat. Il y découvre une rivière souterraine, à 100 mètres de profondeur. Martel et son cousin Gaupillat partent à sa découverte avec un canot et explorent deux kilomètres de nouvelles galeries.
En juillet 1890, il épouse Aline de Launay, fille du photographe Alphonse de Launay et sœur de Louis de Launay, professeur de géologie et futur membre de l'Académie des sciences. La collaboration de Louis de Launay apporte une base scientifique à certaines publications de Martel, notamment aux articles de la revue La Nature, dont Martel et de Launay sont successivement rédacteurs en chef.
En 1892, il explore le Tindoul de la Vayssière, près de Rodez (Aveyron).
En 1894, il publie Les Abîmes, un ouvrage dans lequel il décrit les merveilles du monde souterrain qu’il a découvert et visité pendant les six campagnes qu’il a menées de 1888 à 1893 ; dans cet ouvrage Martel présente également les découvertes d'autres explorateurs auxquelles lui-même n'a pas participé. Au cours de cette période, il a visité et répertorié plus de 230 cavités et grottes. Il a reconnu 250 kilomètres de galeries dont il a effectué des relevés et tracés précis. Nombre de ces lieux sont signés de son nom sur les parois. Il narre dans cet ouvrage ces explorations effectuées en compagnie de Louis Armand, un de ses amis forgeron qui devient plus tard son contremaître.

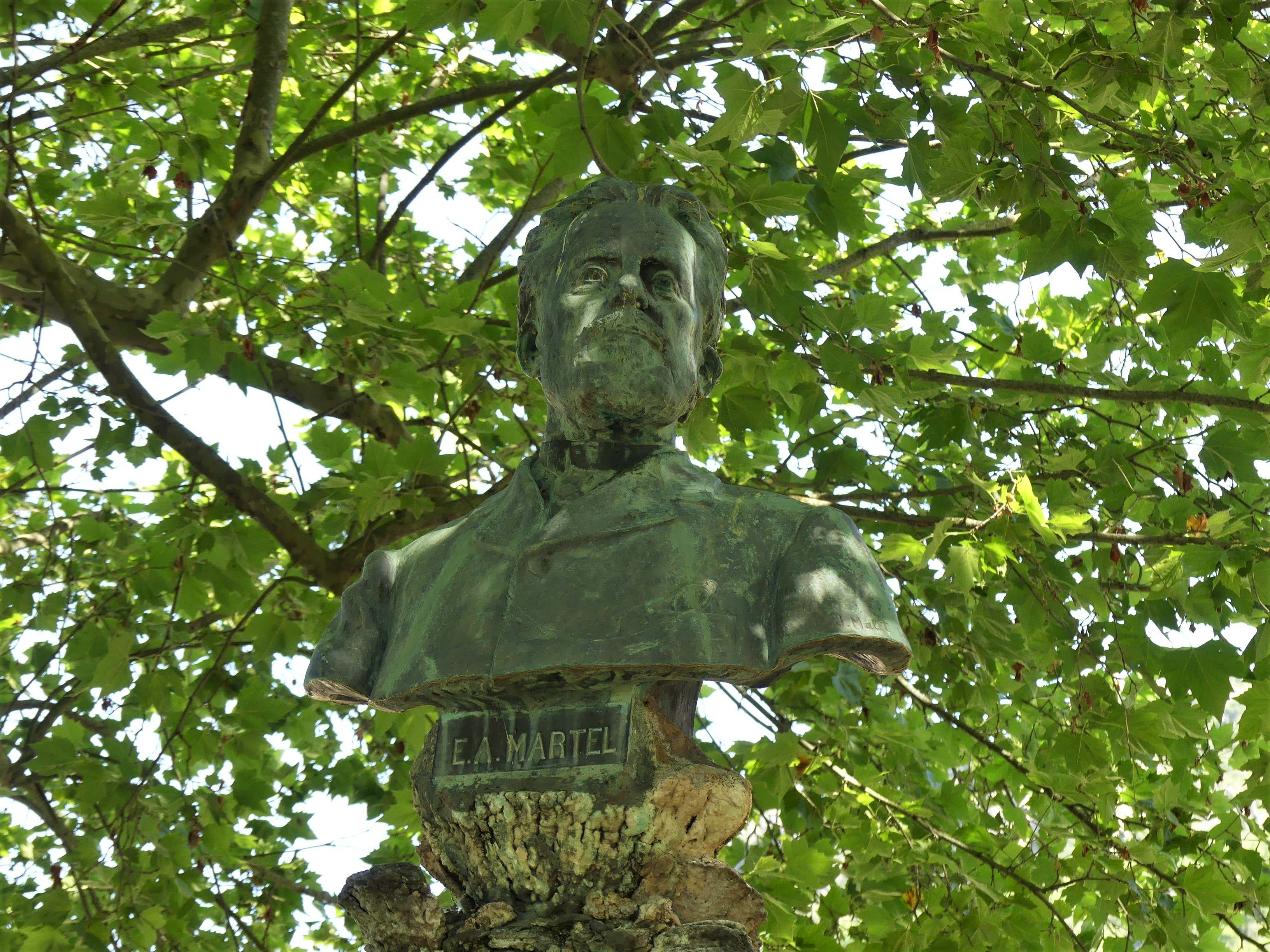
Sculpture de Joseph Malet représentant le buste d'Édouard-Alfred Martel (La Muse, Mostuéjouls, Aveyron).

En 1895, il élargit son champ de recherche et organise des expéditions en Irlande et en Angleterre. Il découvre le lac souterrain des Marble Arch Caves (en) en Irlande du Nord. Dans le Yorkshire, il réalise la première descente dans le gouffre de Gaping Gill, un puits arrosé de 110 mètres. Cette même année, il fonde la Société de spéléologie et lance un bulletin périodique, Spelunca.
En 1896, Il est invité par l'archiduc Louis-Salvador, cousin de l'empereur autrichien François-Joseph. Avec son contremaître et compagnon Louis Armand, il explore le sous-sol de l'île de Majorque. Dans la grotte du Drach près de Porto Christo, il découvre le lac souterrain le plus grand de l'époque.
Allant d’exploits en exploits, il multiplie les explorations. Sa priorité va aux souterrains des Causses. Il explore également les grottes et cavernes des régions calcaires de Savoie, du Jura, de Provence et des Pyrénées. Il a parcouru toute l’Europe, la Belgique, la Dalmatie, la Bosnie-Herzégovine et le Monténégro, où il étudie le cours de la Trebišnjica, la plus longue rivière souterraine du monde. Il se rend aussi en Grèce.
En 1897, dixième campagne de fouilles et découverte avec Louis Armand d’un puits naturel sur le causse Méjean en Lozère, qui devient plus tard l’aven Armand.
En 1899, il quitte définitivement la vie professionnelle pour se consacrer uniquement à ses recherches scientifiques.
Il pratique alors la photographie souterraine et publie un premier texte sur ce thème dans le bulletin du Photo-Club de Paris de 1901 puis sur cette base un ouvrage plus riche en 1903. 
En 1905, il explore le grand canyon du Verdon toujours avec son contremaître et ami Louis Armand, et quelques autres.
Vers la même époque, il ne veut pas reconnaître l'art pariétal paléolithique (Font de Gaume et Niaux) et se querelle avec l'abbé Henri Breuil, préhistorien déjà célèbre.
En 1906, il est le premier à explorer les gorges de Kakouetta.
Il est rédacteur en chef de La Nature de 1905 à 1909, puis se consacre à la Société de géographie dont il a été élu président.
En 1912, il visite pendant trois jours la Mammoth Cave dans le Kentucky.
Édouard Alfred Martel décède le 3 juin 1938 à Saint-Thomas-la-Garde, non loin de Montbrison, dans la Loire. Il est inhumé au cimetière de Montmartre à Paris (33 chemin de Massena, D22, L2).
Il a été lauréat de l'Académie des sciences, président de la section d'Hydrologie scientifique du Comité national de géodésie et de géophysique, membre de la Société de géographie et membre de la Société scientifique, historique et archéologique de la Corrèze.

## Protection de l'eau
Le 14 juillet 1891, il est fortement intoxiqué après l'absorption d'un bouillon de veau au gouffre de Laberrie, à Catus dans le Lot. Un cadavre de veau en décomposition avait pollué l'eau que Martel avait bu à la résurgence : la source de Graudenc à 250 mètres au sud à vol d'oiseau. Il adressa un courrier au Préfet du Lot au sujet de cet empoisonnement.
En 1894, il démontre dans Les abîmes que « la présence de matière en décomposition au fond d'un gouffre pouvait contaminer une source distante de quelques centaines de mètres, voire plusieurs kilomètres ». Dans ses écrits, il n'a de cesse de dénoncer la pollution des eaux par les cadavres d'animaux. Le 30 janvier 1899, il fait plaider sa cause à la Chambre des députés.
Grâce à l'action conjointe de Martel et du professeur Eugène Fournier, l'article 28 fut introduit dans la loi relative à la santé publique du 15 février 1902. Il interdisait le jet de cadavres d'animaux et de détritus putrescibles dans les grottes. Ce texte officiel est plus connu sous le nom de loi Martel. Elle fut par la suite abrogée et remplacée par d'autres textes de loi.
Le 5 janvier 1909, il devint membre titulaire du Conseil supérieur d’hygiène publique de France.

## Titres et distinctions
- Légion d'honneur[7] :
  -  Officier : reçue le 22 juillet 1909 (Ministère de la Guerre, pour services rendus dans l’étude des questions d’hygiène militaire, épidémies de fièvre typhoïde de Cherbourg et Saint-Brieuc) ;
  -  Commandeur : reçue le 11 juin 1927, lors de la cérémonie d'inauguration de sa propre statue dressée au bord du Tarn.

- Grand prix des sciences physiques décerné par l'Académie des sciences en 1907.
- Médaille d’or des épidémies (Service d’Hygiène), reçue le 12 janvier 1922.

## Rayonnement international
D'après Bernard Gèze : « C'est incontestablement à Édouard-Alfred Martel que l'on doit la véritable naissance de la Spéléologie non seulement en France mais dans le monde entier. Les Russes le reconnaissent comme père de leurs recherches souterraines car il a décrit des cavernes de Transcaucasie ; les Américains ont officiellement rendu hommage à sa mémoire le jour où, suivant ses directives, ils ont réussi à trouver la liaison entre Mammoth-Cave et Flint-Ridge-Cave dans le Kentucky, portant ainsi à près de 500 km les galeries topographiées dans un seul réseau karstique ; on a dénommé des grottes en son honneur jusque dans le Karzt type et des gouffres Martel un peu partout, y compris pour l'un des deux plus gigantesques qui soient connus dans des quartzites (au Venezuela) ; il y a des clubs Martel dans toute l'Europe, mais aussi jusqu'au Japon et à Cuba. Je me permettrai d'ajouter que c'est certainement en souvenir de lui que l'on m'a fait l'honneur de me choisir, en tant que Français, comme premier président de l'Union Internationale de Spéléologie, lors de sa fondation à Ljubljana (Slovénie) en 1965 ».

## Œuvres principales
L'œuvre de Martel compte plus de 1 000 publications.
- Les Cévennes et la région des causses : Lozère, Aveyron, Hérault, Gard, Ardèche, Paris, C. Delagrave (réimpr. 1891, 1893, 1894, 1898, 1899, 1904, 1909, 1979, 2006, 2013) (1re éd. 1890), 430 p., in-8° (OCLC 458179583, BNF 34097979, SUDOC 129023302, présentation en ligne, lire en ligne (Wikisource)).
- Sous Terre. Exploration des abîmes des causses. Rivière souterraine du gouffre de Padirac, dans Bulletin de la Société scientifique, historique et archéologique de la Corrèze, 1889, tome 11, p. 647-685 (lire en ligne).
- Journal sommaire de l'exploration des causses de Gramat (Lot), dans Bulletin de la Société scientifique, historique et archéologique de la Corrèze, 1890, tome 12, p. 483-489 (lire en ligne).
- Exploration des igues et grottes du causse de Gramat - 3e campagne souterraine (septembre 1890), dans Bulletin de la Société scientifique, historique et archéologique de la Corrèze, 1891, tome 13, p. 523-595 (lire en ligne).
- Sous Terre - 4e campagne (1891), dans Bulletin de la Société scientifique, historique et archéologique de la Corrèze, 1892, tome 14, p. 439-486 (lire en ligne).
- Sous Terre - 5e campagne (1892), dans Bulletin de la Société scientifique, historique et archéologique de la Corrèze, 1893, tome 15, p. 399-438 (lire en ligne).
- avec G. Ramond : « Sur la cloche gypseuse de Taverny' », Feuille des jeunes naturalistes, IIIe série, 23e année, 1893, no 268, p. 59-61 [lire en ligne].
- « Le gouffre de Lantouy (Lot) », dans Bulletin de la Société scientifique, historique et archéologique de la Corrèze, 1895, tome 17, p. 269-273 (lire en ligne).
- « Le refuge de Roc de Gorp (ou d'Aucor) sous l'oppidum de Murcens (Lot) », dans Bulletin de la Société scientifique, historique et archéologique de la Corrèze, 1895, tome 17, p. 405-414 (lire en ligne).
- avec Ernest Rupin : « Un naufrage à 100 mètres sous terre - Troisième exploration de Padirac », dans Bulletin de la Société scientifique, historique et archéologique de la Corrèze, 1895, tome 17, p. 655-682 (lire en ligne).
- « Quatrième et cinquième explorations de Padirac (28 mars-1er avril et 14-17 août 1896) », dans Bulletin de la Société scientifique, historique et archéologique de la Corrèze, 1896, tome 18, p. 479-508 (lire en ligne).
- « La Spélæologie », Compte rendu de la 22e session - Besançon 1893 - 2de partie, Association française pour l'avancement des sciences, Paris, sur Gallica, 1894 (consulté le 3 janvier 2018), p. 886-894.
- Les abîmes : les eaux souterraines, les cavernes, les sources, la spélæologie : explorations souterraines effectuées de 1888 à 1893 en France, Belgique, Autriche et Grèce, Paris, Librairie Ch. Delagrave, 1894, 578 p. (lire en ligne).
- Le massif de la Bernina - en collaboration avec A. Lorria (1895).
- Irlande et cavernes anglaises (1897).
- Le Trayas et l'Estérel (1899).
- La Spéléologie, ou science des cavernes, Chartres, impr. de Durand, 1900, 126 p., In-16 (lire en ligne).
- Les Cavernes de la Grande-Chartreuse et du Vercors, Grenoble, impr. de Allier frères, 1900, 87 p., In-8 (lire en ligne).
- Le gouffre et la rivière souterraine de Padirac (Lot) : historique, description, exploration, aménagement (1889-1900), Paris, Librairie Ch. Delagrave, 1901, 180 p. (lire en ligne).
- La Photographie souterraine, Paris, Gauthier-Villars, 1903.
- Carte de l'Estérel (Touring-Club de France) dressée en 1903 par E. A. Martel avec Mr. P. Boissaye.
- La spéléologie au XXe siècle (1905).
- Le sol et l'eau : traité d'hygiène, en collaboration avec de Launay, Ogier et Bonjean  (1906).
- L'évolution souterraine, Paris, E. Flammarion, coll. « Bibliothèque de philosophie scientifique », 1908, 388 p. (lire en ligne).
- La Côte d'azur russe (1909).
- avec E. Van Den Broeck et Ed. Rahir : Les cavernes et les rivières souterraines de la Belgique, 1910, 2 tomes.
- Nouveau traité des eaux souterraines, Paris, G. Doin, 1921, 838 p. (lire en ligne).
- Les causses et gorges du Tarn, (1926).
- La France ignorée : Sud-Est de la France, Paris, Librairie Ch. Delagrave, 1928, 290 p. (lire en ligne).
- Les Causses majeurs (1936).